# Représentations diplomatiques de la Namibie

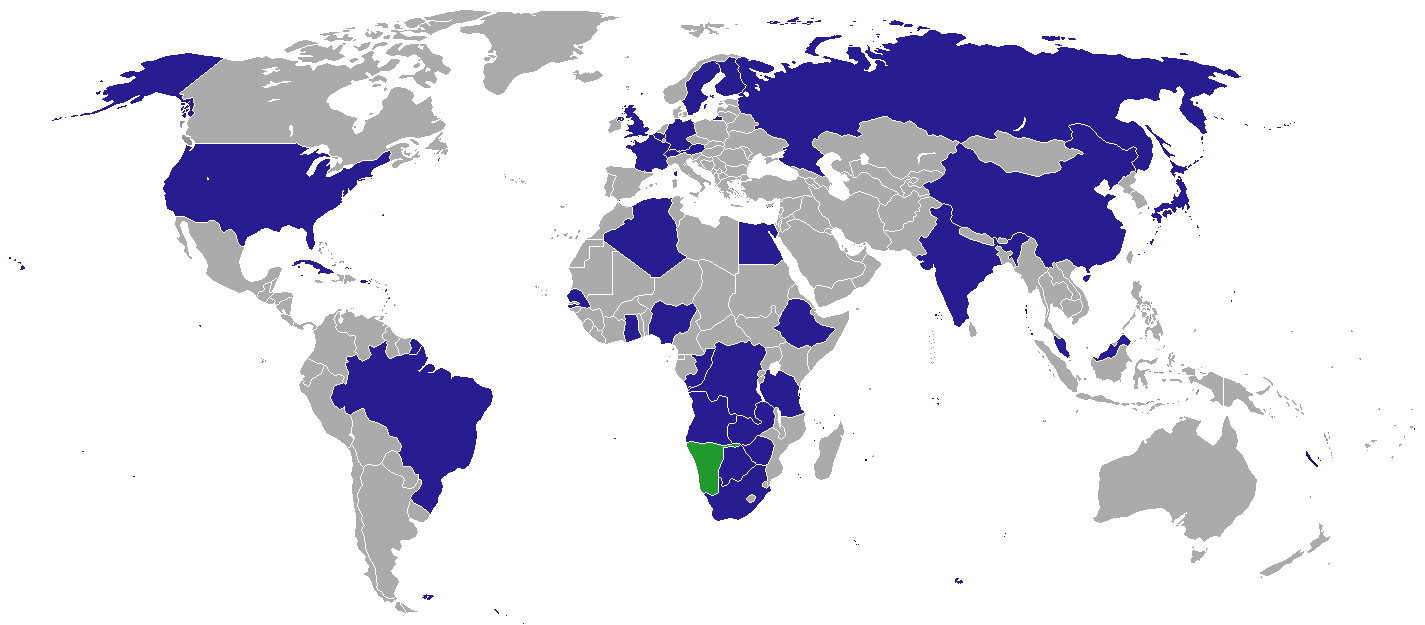
Carte des représentations diplomatiques namibiennes.

Ceci est une liste des représentations diplomatiques de la Namibie. La Namibie, un État d'Afrique australe peu peuplé mais relativement aisé, compte un nombre modeste de missions diplomatiques à l'étranger.

## Afrique
- Afrique du Sud
  - Pretoria (haut-commissariat)
  - Le Cap (consulat général)
- Algérie
  - Alger (ambassade)
- Angola
  - Luanda (ambassade)
  - Menongue (consulat général)
  - Ondjiva (consulat général)
- Botswana
  - Gaborone (haut-commissariat)
- Égypte
  - Le Caire (ambassade)
- Éthiopie
  - Addis-Abeba (ambassade)
- Ghana
  - Accra (haut-commissariat)
- Nigeria
  - Abuja (haut-commissariat)
- République démocratique du Congo
  - Kinshasa (ambassade)
  - Lubumbashi (consulat général)
- République du Congo
  - Brazzaville (ambassade)
- Sénégal
  - Dakar (ambassade)
- Tanzanie
  - Dar es Salam (haut-commissariat)
- Zambie
  - Lusaka (haut-commissariat)
- Zimbabwe
  - Harare (ambassade)

## Amérique
- Brésil
  - Brasilia (ambassade)
- Cuba
  - La Havane (ambassade)
- États-Unis
  - Washington (ambassade)

## Asie
- Chine
  - Pékin (ambassade)
- Inde
  - New Delhi (haut-commissariat)
- Japon
  - Tokyo (ambassade)
- Malaisie
  - Kuala Lumpur (haut-commissariat)

## Europe
- Allemagne
  - Berlin (ambassade)
- Autriche
  - Vienne (ambassade)
- Belgique
  - Bruxelles (ambassade)
- Finlande
  - Helsinki (ambassade)
- France
  - Paris (ambassade)
- Royaume-Uni
  - Londres (haut-commissariat)
- Russie
  - Moscou (ambassade)
- Suède
  - Stockholm (ambassade)
- Suisse
  - Genève (ambassade)

## Organisations internationales
- Union africaine
  - Addis-Abeba (mission permanente)
- Union européenne
  - Bruxelles (mission permanente)
- ONU
  - New York (mission permanente)

## Galerie

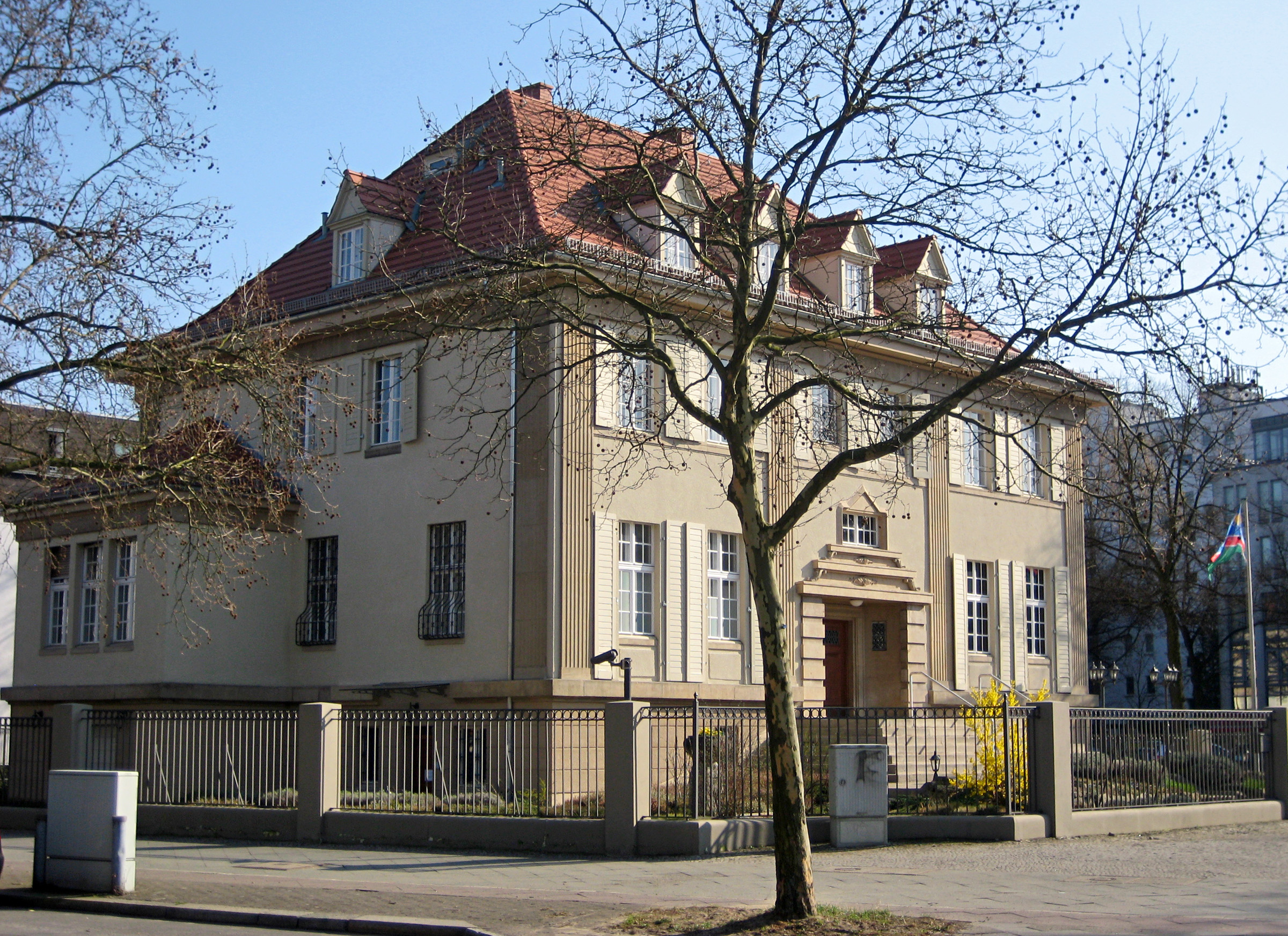
Ambassade à Berlin.
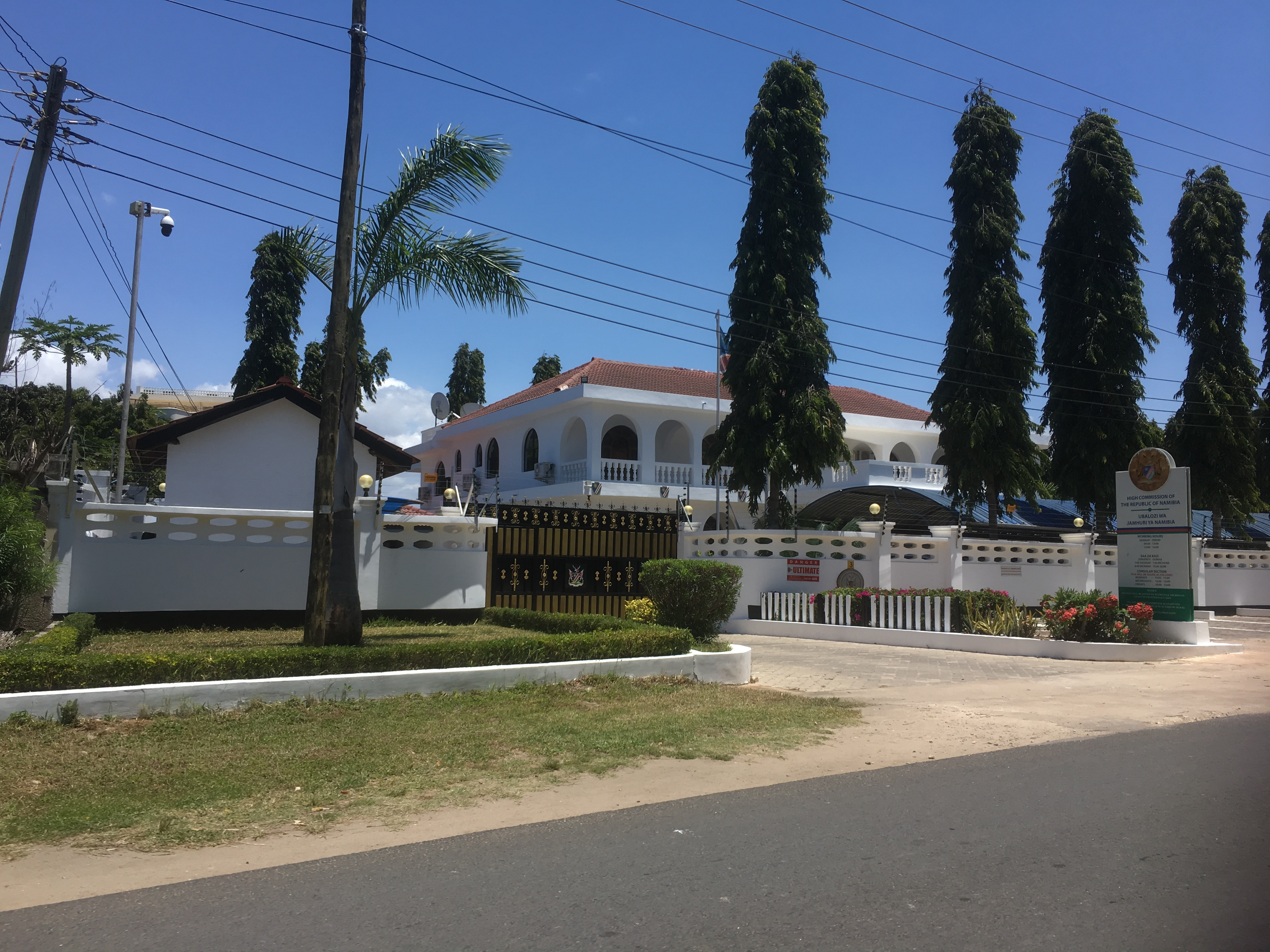
Haut-commissariat à Dar es Salaam.
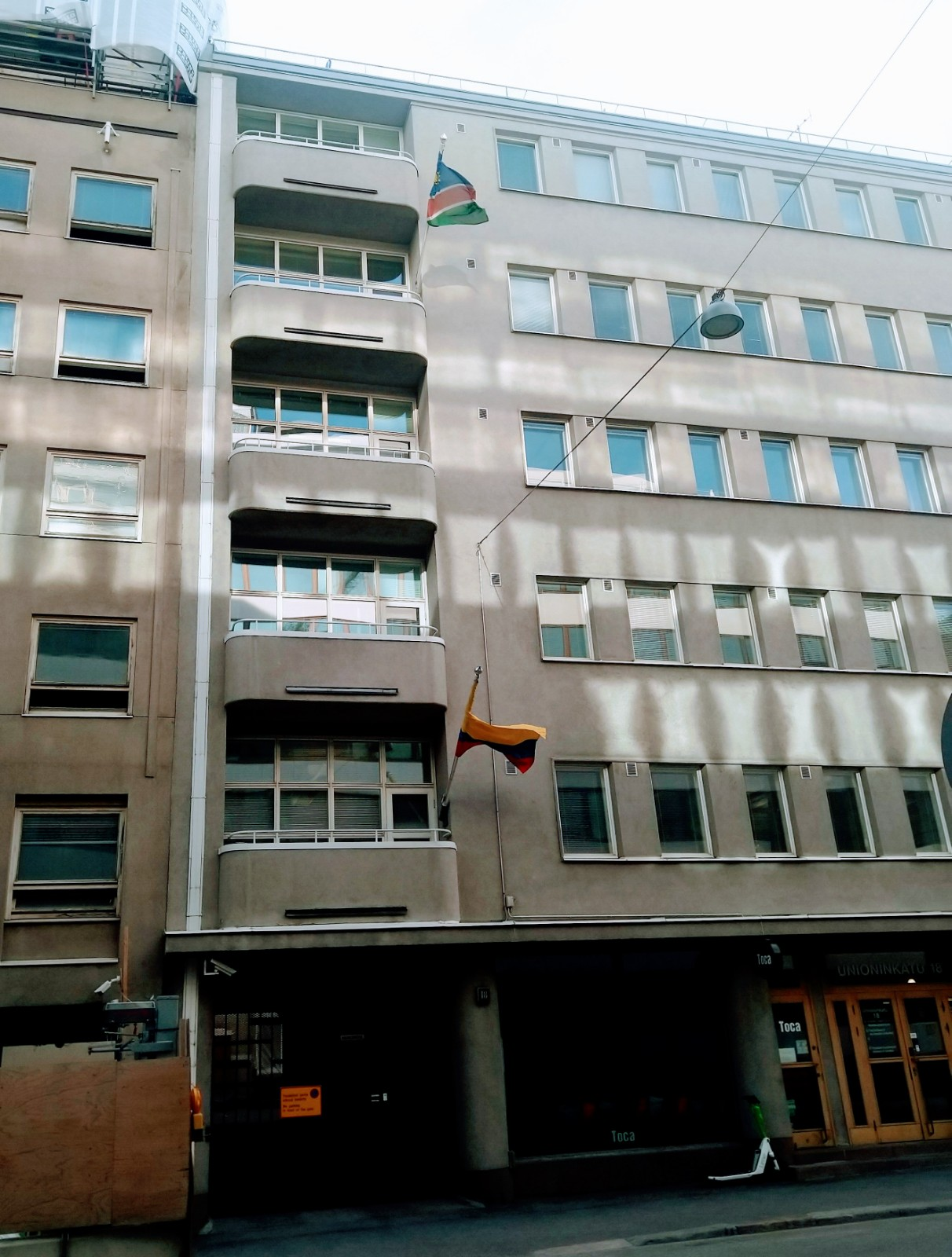
Ambassade à Helsiniki.
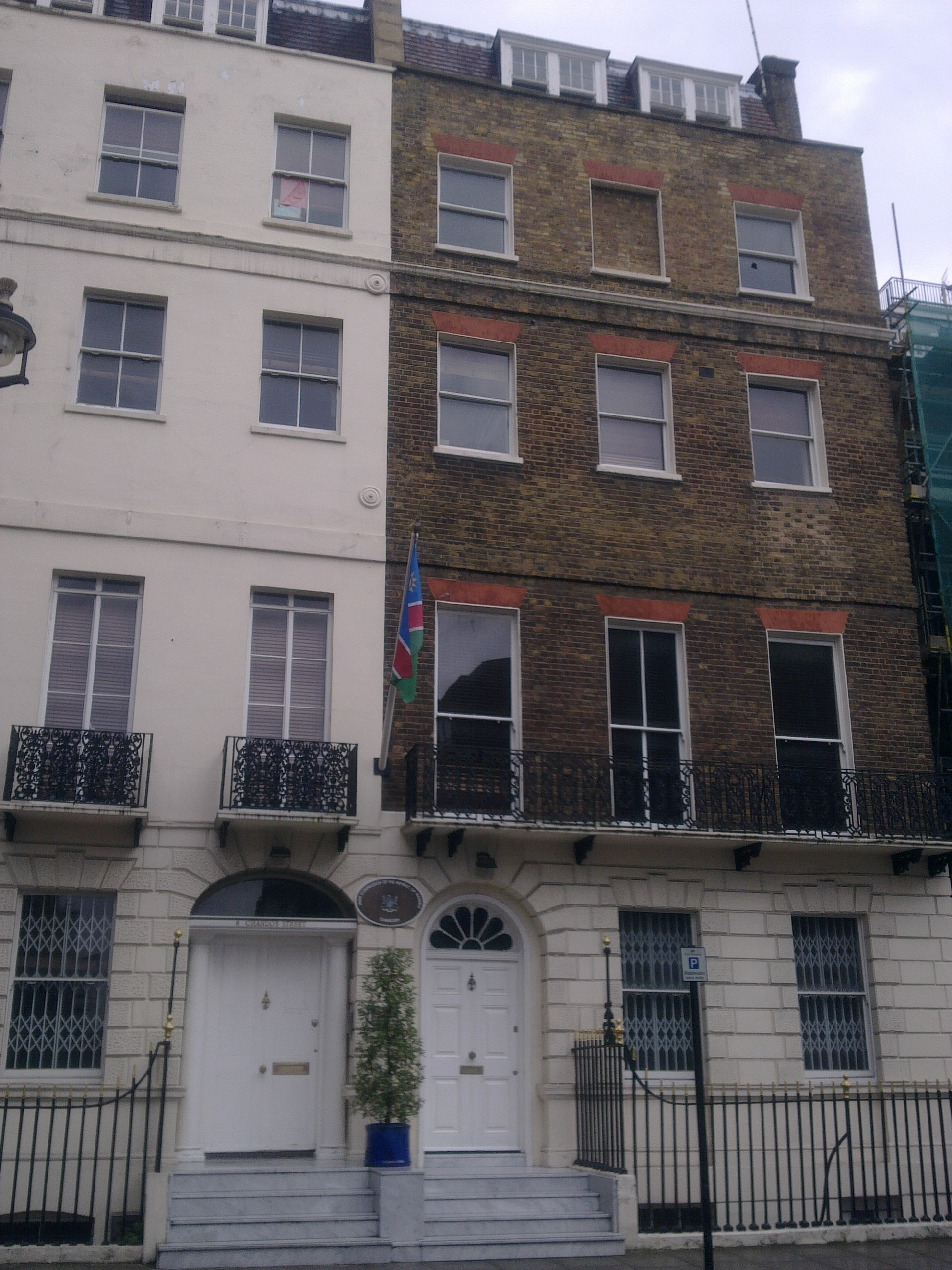
Haut-commissariat à Londres.
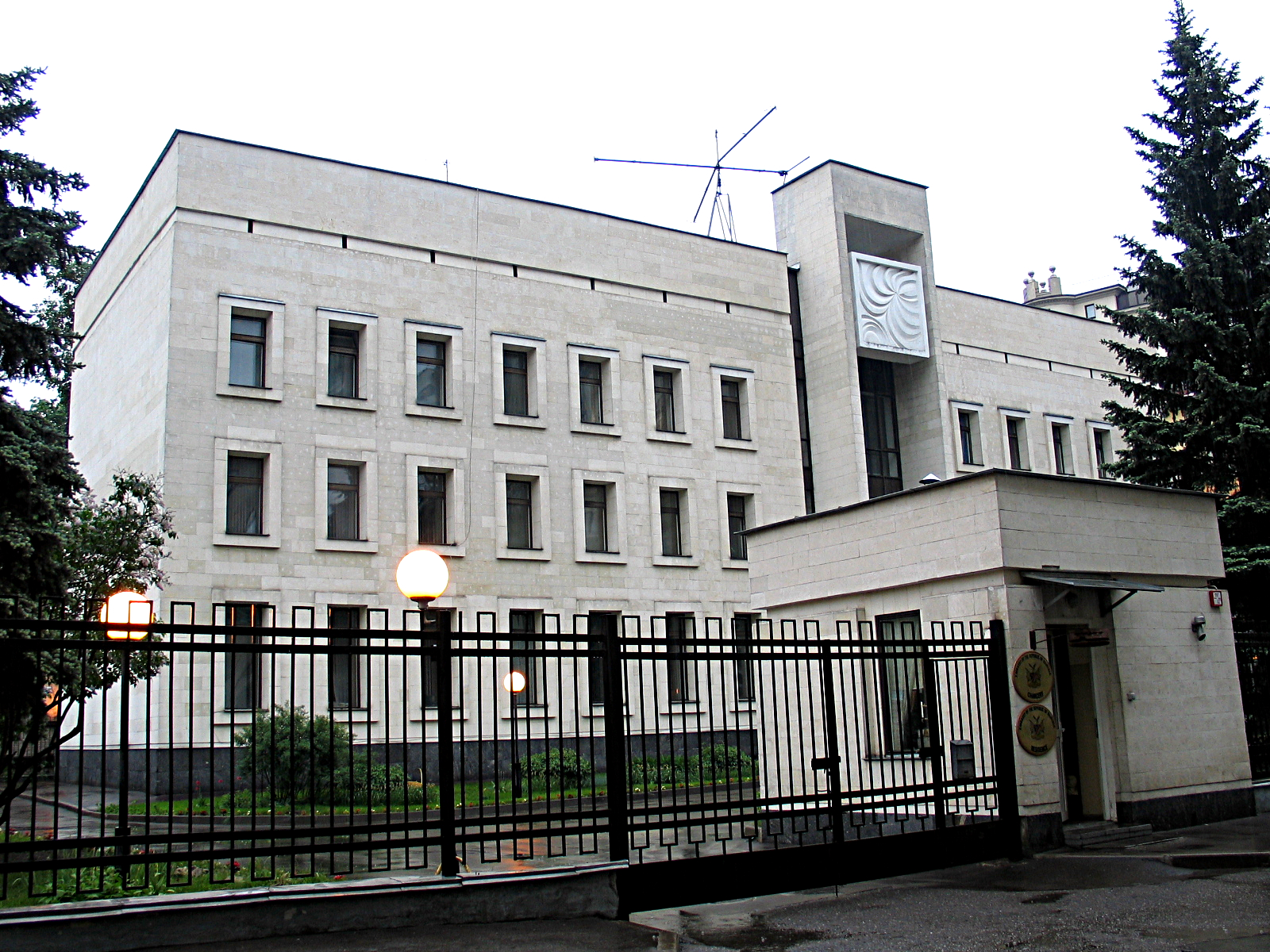
Ambassade à Moscou.
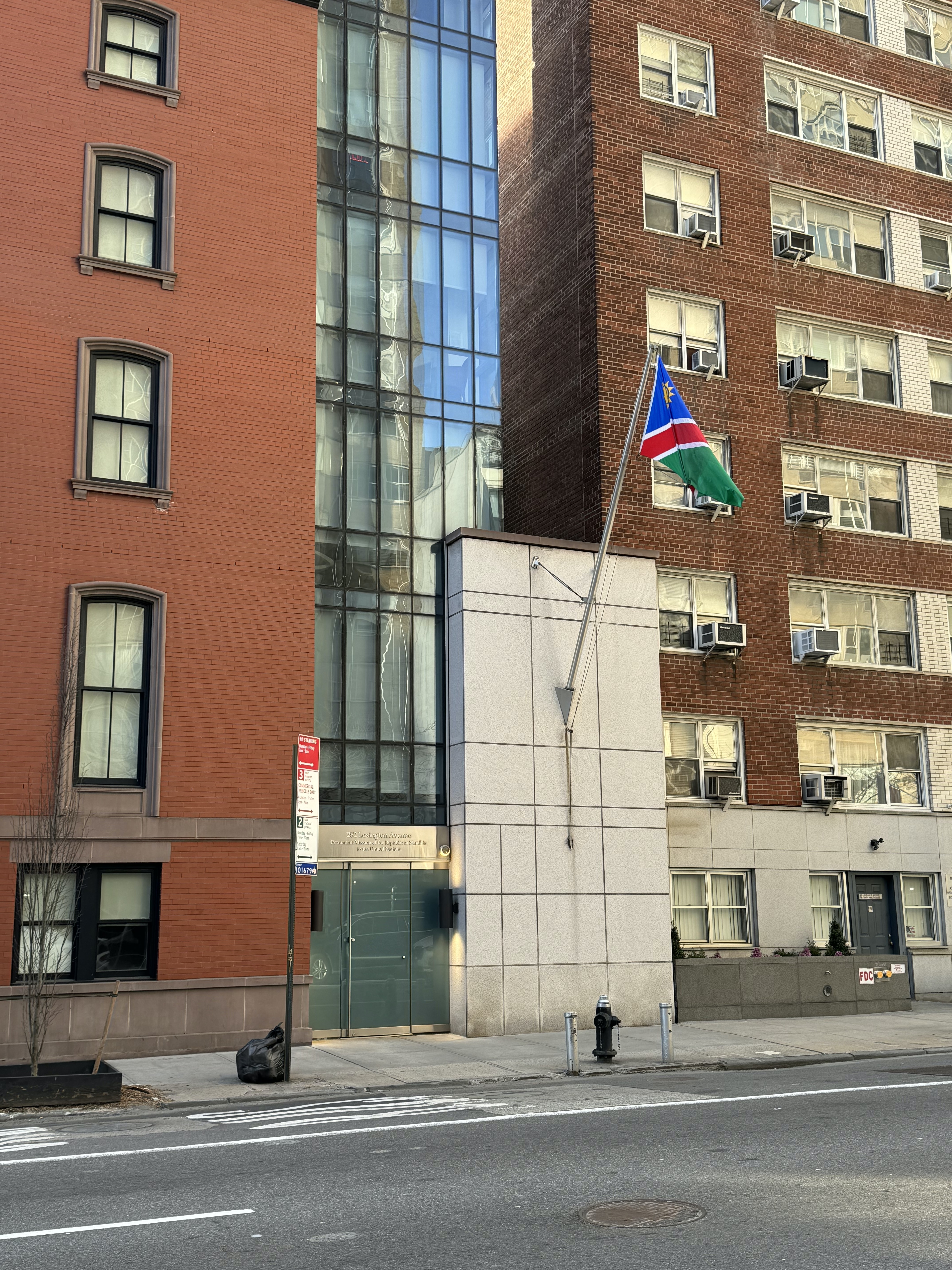
Mission Permanente auprès des Nations Unies à New York
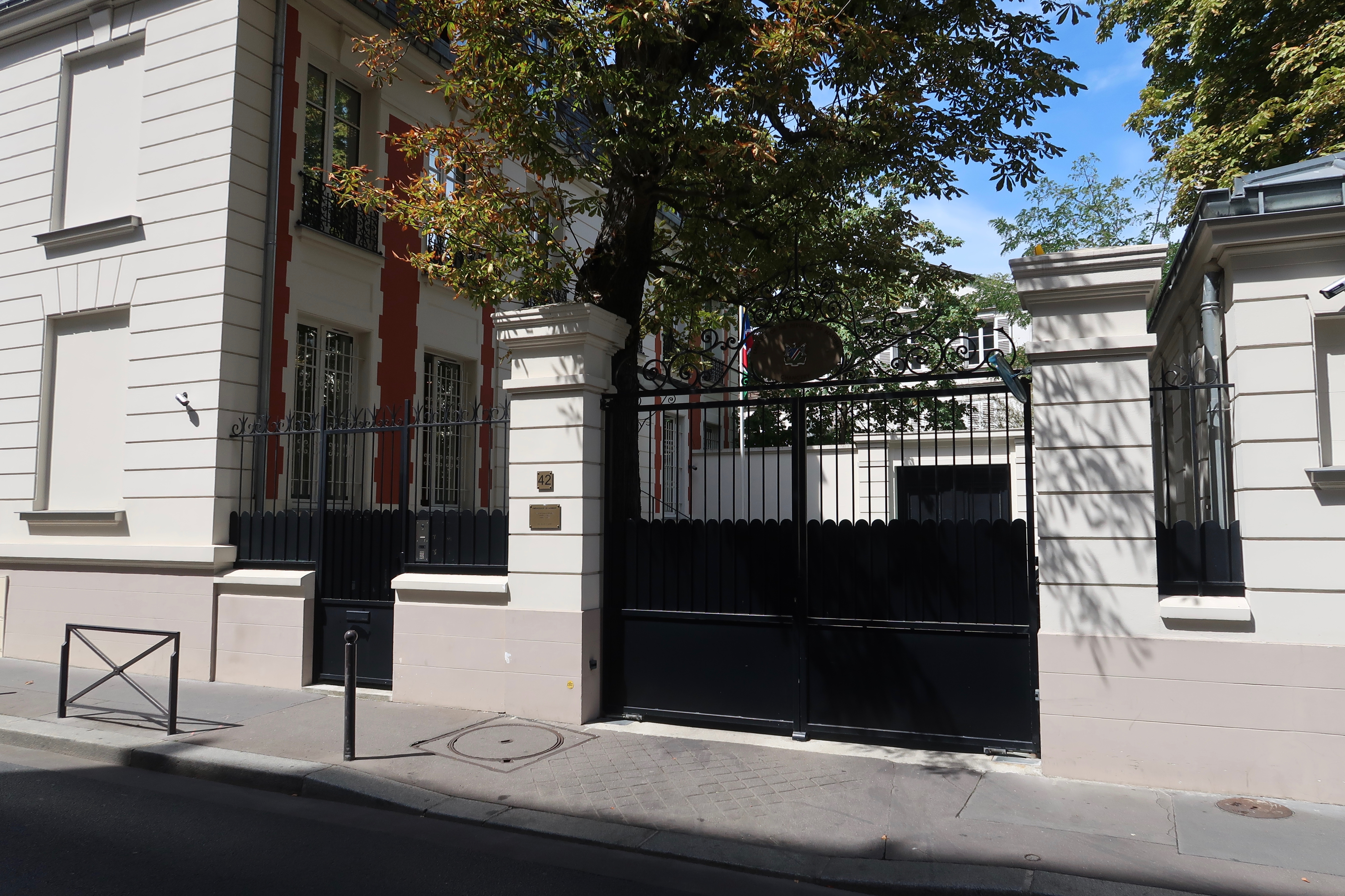
Ambassade à Paris.
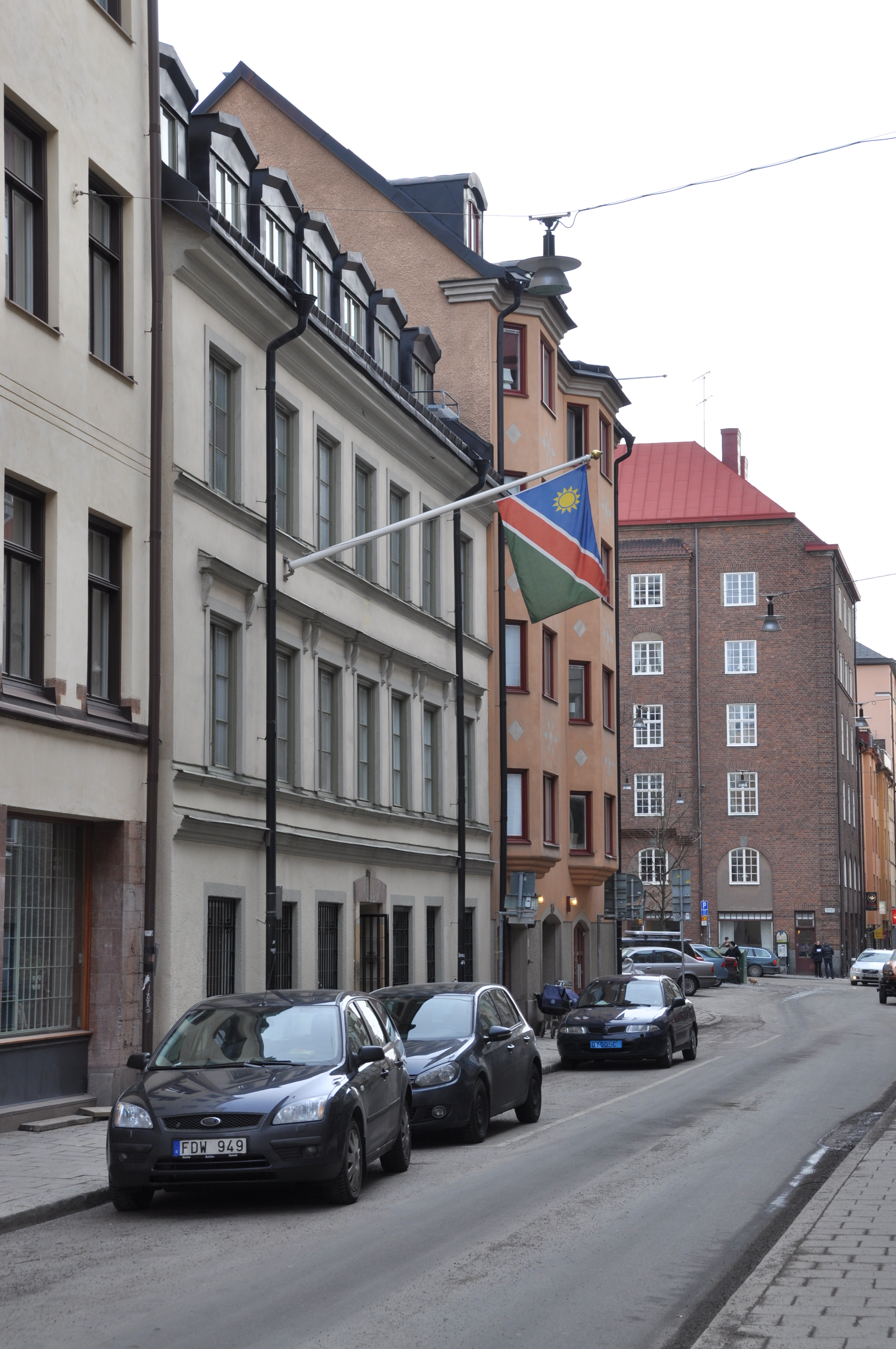
Ambassade à Stockholm.
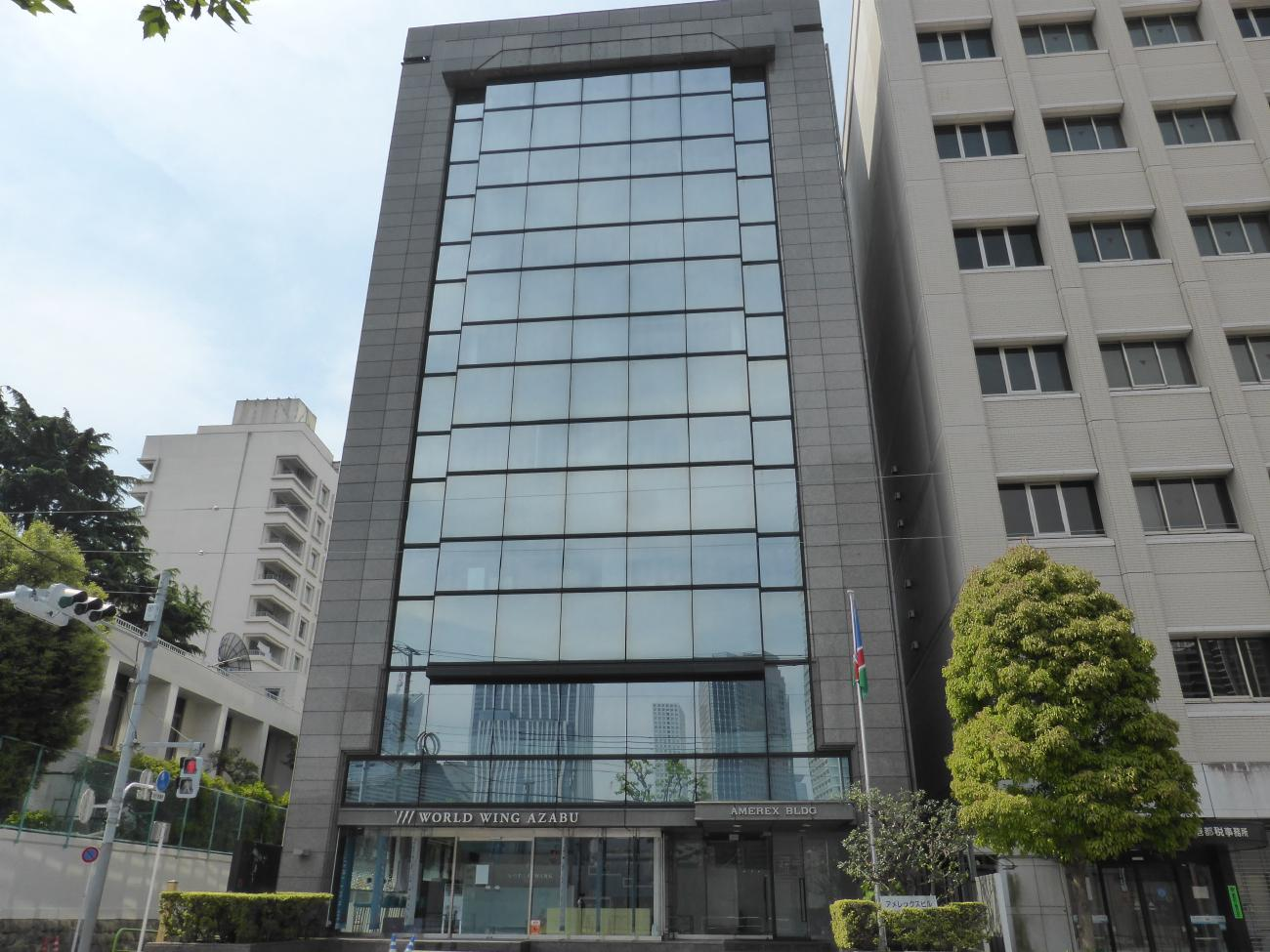
Ambassade à Tokyo.
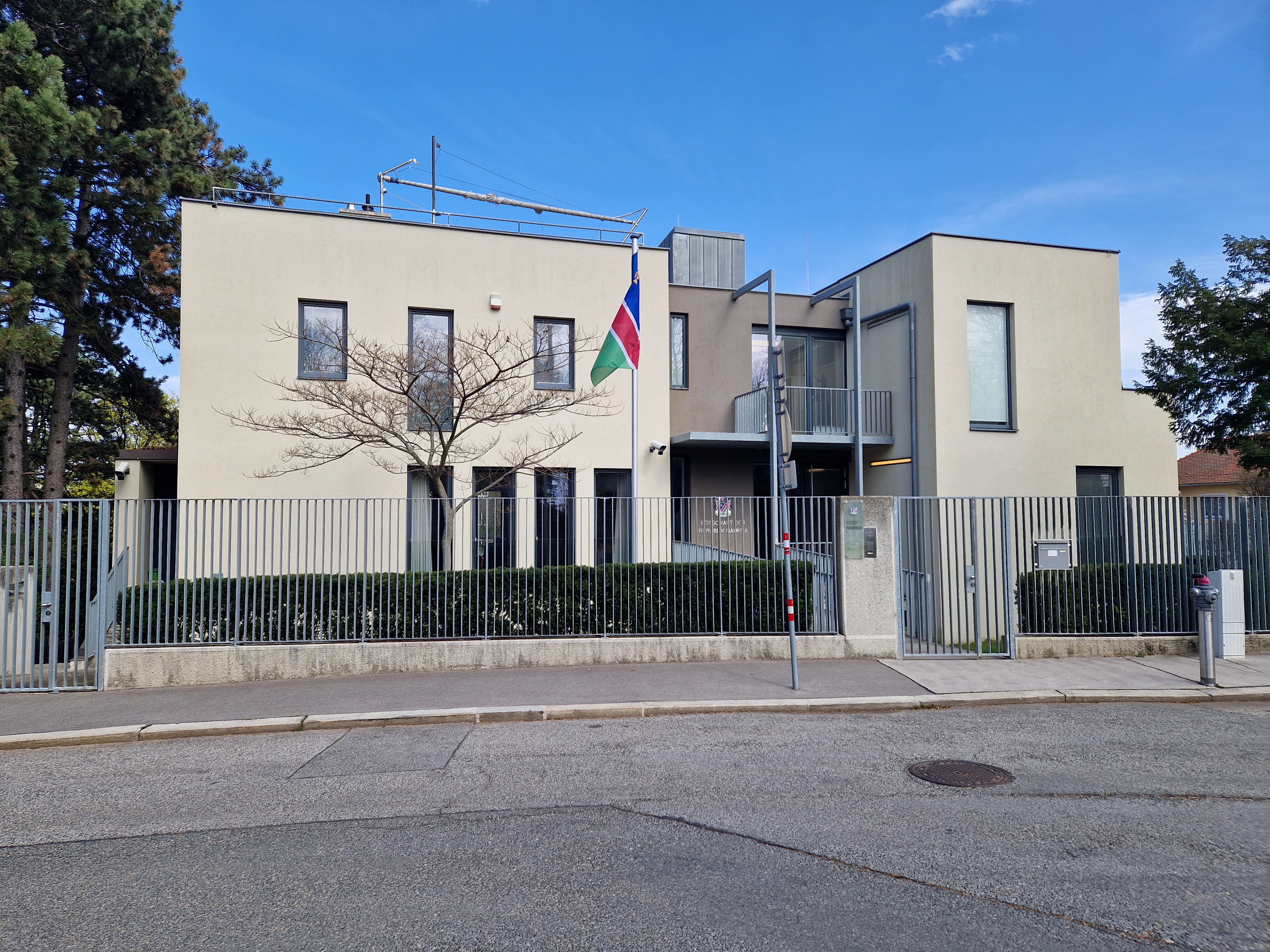
Ambassade à Vienne.
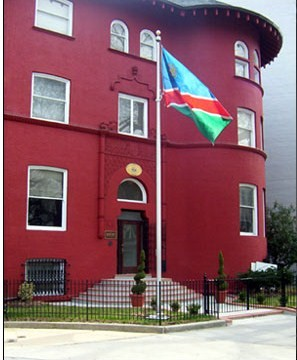
Ambassade à Washington.